# Anna Marejková
Anna Marejková, provdaná Krausová (24. října 1933, Turzovka) je slovenská sportovní gymnastka, československá reprezentantka, členka stříbrného a bronzového družstva na mistrovství světa.
Marejková se v reprezentačním družstvu Československa poprvé představila na mistrovství světa v roce 1954 v Římě, kde pomohla týmu k bronzové medaili.
V roce 1956 se zúčastnila olympijských her v Melbourne, kde vybojovala 4. místo na kladině a 11. ve víceboji jednotlivkyň. Svým výkonem výrazně přispěla k celkovému 5. místu v soutěži družstev. V roce 1957 vybojovala na mistrovství Evropy v Bukurešti 4. místo ve čtyřboji a na bradlech a páté místo na kladině. S reprezentací se rozloučila v roce 1958 na mistrovství světa v Moskvě, kde v soutěži družstev vybojovala stříbrnou medaili. Její další sportovní kariéru ukončilo zranění.
V roce 2003 převzala od SOV vyznamenenání Bronzové kruhy. V roce 2016 se účastnila 5. ročníku Sportovních her seniorů.